# Nicolaas le Ruistre

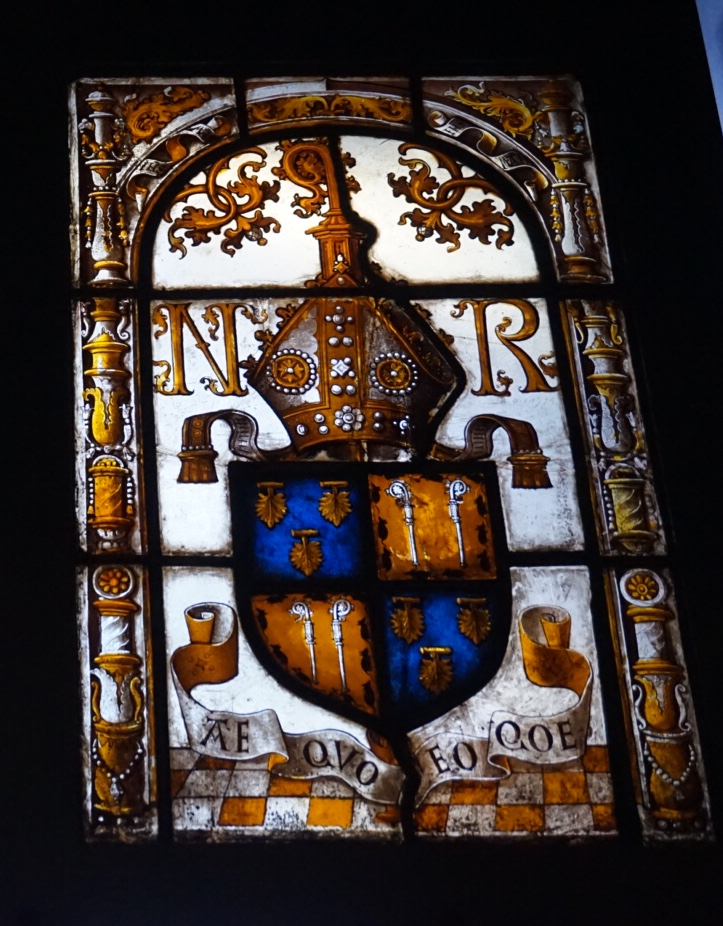
Nicolaas Ruterius

Nicolaas le Ruistre (ook wel Nicolaas Ruter, Rutter, de Ruter, de Ruistre genoemd, gelatineerde naam: Nicolaus Ruterius; ca. 1442 - Mechelen, 15 november 1509), afkomstig uit Luxemburg, was een  prelaat in de Nederlanden aan het begin van de 16e eeuw en bisschop van Atrecht (1502-1509).

## Biografie
Le Ruistre was proost van het kapittel van de Sint-Pieterskerk te Leuven en kanselier van de Universiteit Leuven, kanunnik te Dendermonde en aartsdiaken van Brussel. Hij werd in 1501 tot bisschop van Atrecht benoemd, als opvolger van Jan Gavet. Hij bouwde te Leuven het zogenaamde Atrechtcollege, waar hij vijftien beurzen instelde. Le Ruistre was tevens raadsman van Karel de Stoute, de hertog van Bourgondië, van Maria van Bourgondië, diens dochter, en van de aartshertog Filips de Schone.